# Si bemolle minore
La tonalità di Si bemolle minore (B-flat minor, b-Moll) è incentrata sulla nota tonica Si bemolle. Può essere abbreviata in Si♭m oppure in B♭m secondo il sistema anglosassone.

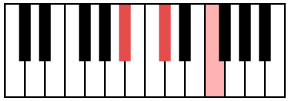
L'accordo di si bemolle minore (triade) è composto da Si♭, Re♭, Fa.

La scala minore naturale del si bemolle prevede:
 Si♭, Do, Re♭, Mi♭, Fa, Sol♭, La♭, Si♭.
L'armatura di chiave è la seguente (cinque bemolli); questa rappresentazione sul pentagramma coincide con quella della tonalità relativa Re bemolle maggiore:
```

Alterazioni
 (da sinistra a destra): 
si♭, mi♭, la♭, re♭, sol♭.
```